# Пржидольська епоха
| Система/ Період                                                 | Відділ/ Епоха      | Ярус/ Вік          | Вік (млн років) | Вік (млн років) |
| --------------------------------------------------------------- | ------------------ | ------------------ | --------------- | --------------- |
| Девон, D                                                        | Ранній/Нижній, D1  | Лохковський, D1l   | молодше         | молодше         |
| Силур, S                                                        | Пржидоль, S3       | поділ відсутній    | 419,2           | 423,0           |
| Силур, S                                                        | Лудлов, S3         | Лудфордський, S3l  | 423,0           | 425,6           |
| Силур, S                                                        | Лудлов, S3         | Горстський, S3g    | 425,6           | 427,4           |
| Силур, S                                                        | Венлок, S2         | Гомерійський, S2h  | 427,4           | 430,5           |
| Силур, S                                                        | Венлок, S2         | Шейнвудський, S2sh | 430,5           | 433,4           |
| Силур, S                                                        | Лландоверій, S1    | Телицький, S1t     | 433,4           | 438,5           |
| Силур, S                                                        | Лландоверій, S1    | Аеронський, S1a    | 438,5           | 440,8           |
| Силур, S                                                        | Лландоверій, S1    | Рудданський, S1r   | 440,8           | 443,8           |
| Ордовик, O                                                      | Верхній/Пізній, O3 | Хірнантський, O3h  | древніше        | древніше        |
| Підрозділи XXX системи наведені згідно МКС, станом на 2018 рік. |                    |                    |                 |                 |
| п о р                                                           |                    |                    |                 |                 |

Пржидольська епоха, пржидоль (англ. Pridolian, Přidolian, нім. Pridolien n, Přidolien n) — верхній відділ / епоха силурійської системи / періоду. Знахідки в Чехії та Словаччини. Приблизно відповідає даунтонському ярусу. Від назви селища Пршидолі (Чехія).

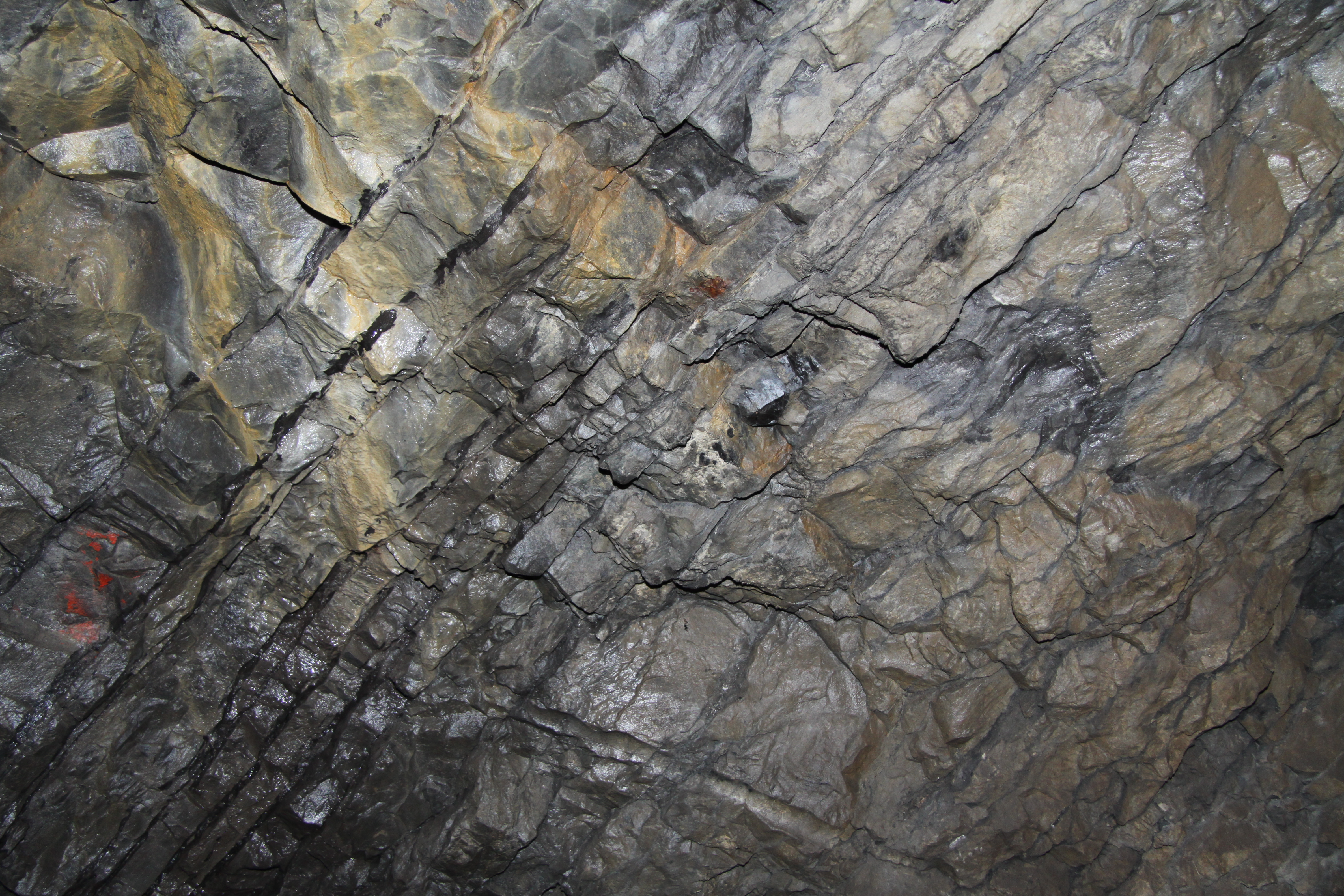
Пржидольський стратотип
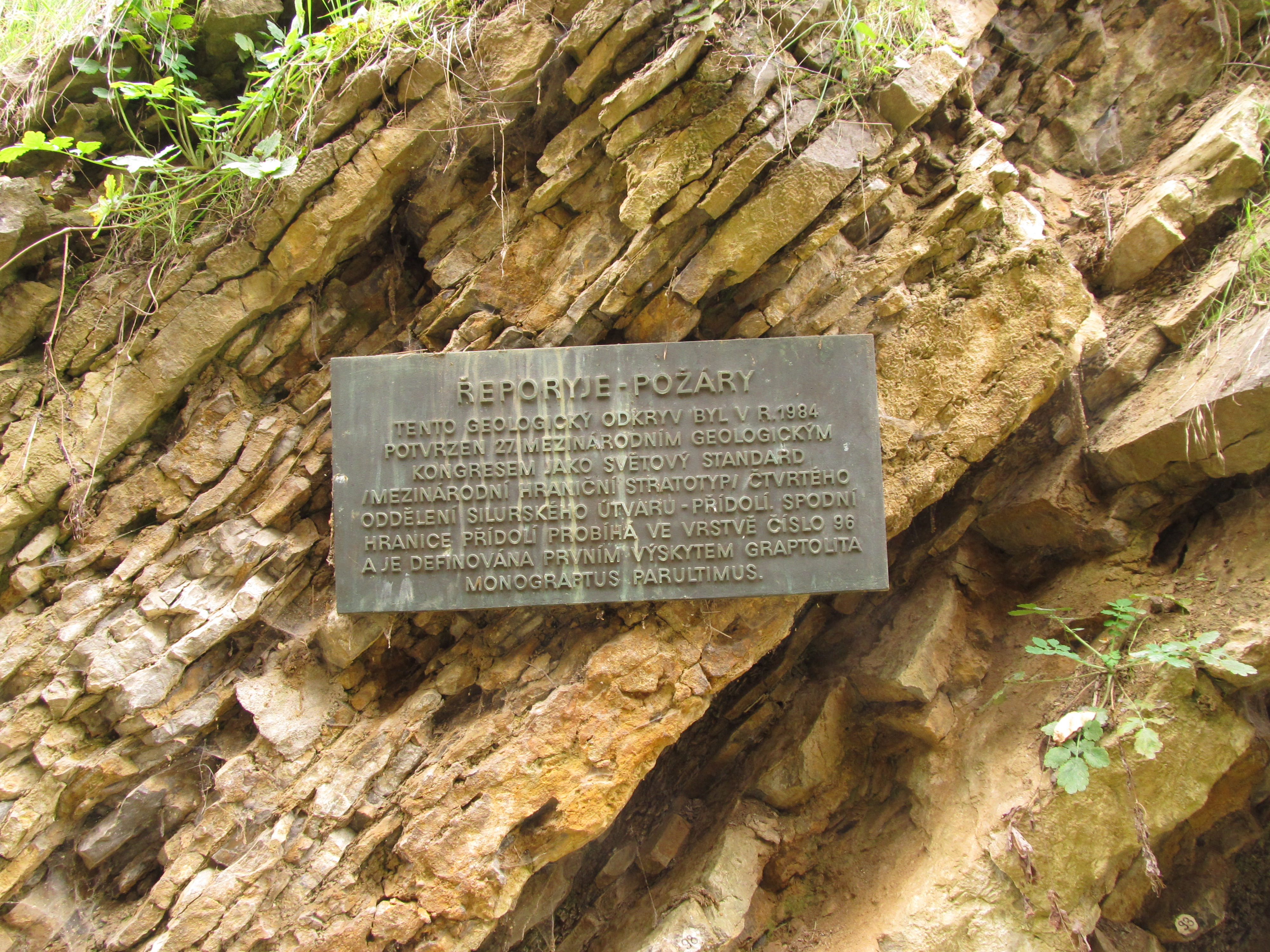
Інформаційна табличка на пржидольському стратотипі
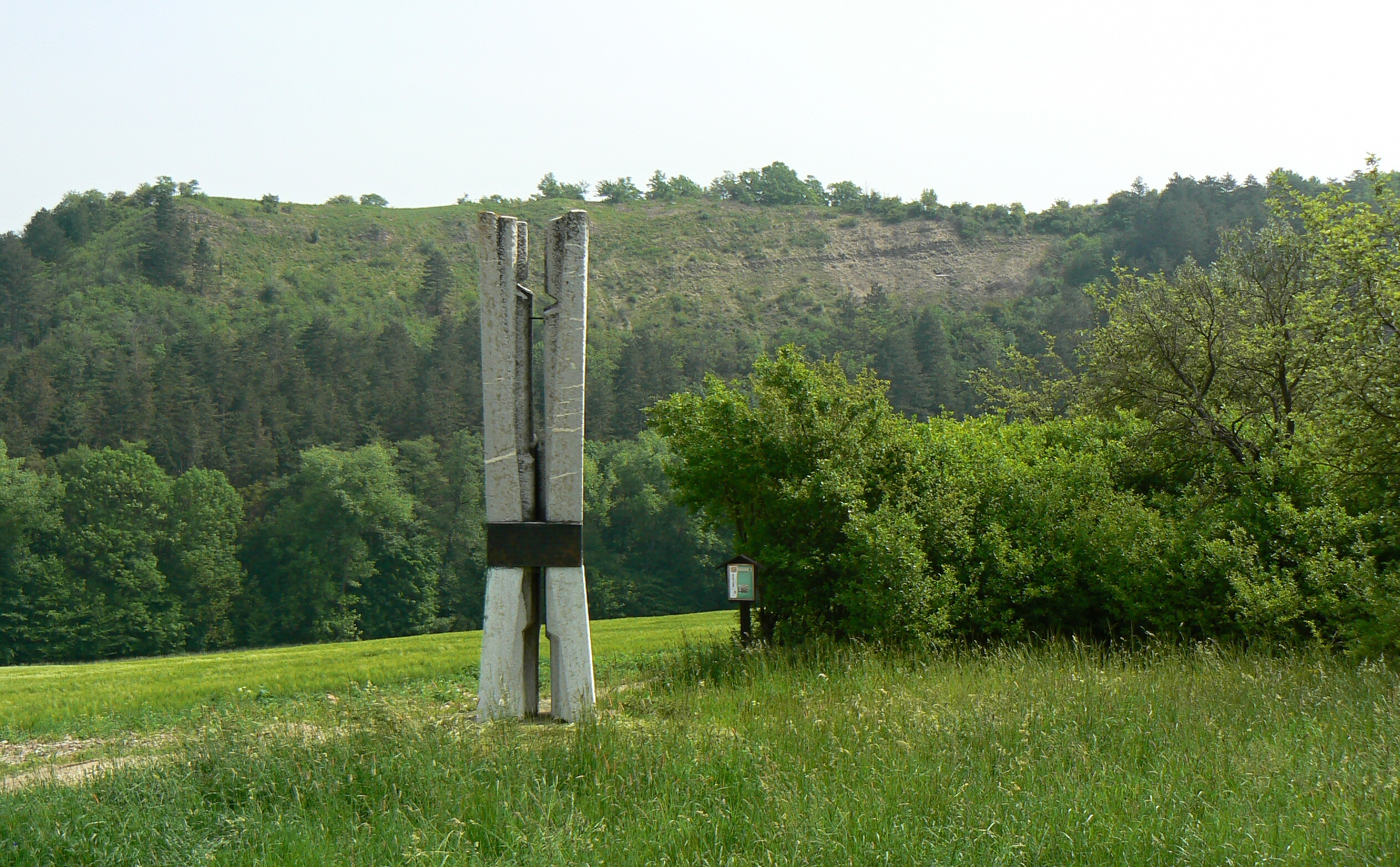
Пам'ятник першому міжнародному стратотипу, узгодженому 1972 року